# نارکاتیاگانج
نارکاتیاگانج (به انگلیسی: Narkatiaganj) یک منطقهٔ مسکونی در هند است که در بخش غرب چمپاران واقع شده‌است. نارکاتیاگانج ۴۹٬۵۰۷ نفر جمعیت دارد و ۸۹ متر بالاتر از سطح دریا واقع شده‌است.